# Cámara de Diputadas y Diputados Televisión
Cámara de Diputadas y Diputados Televisión (CDTV) es un canal de televisión por suscripción chileno que transmite las sesiones de la Cámara de Diputadas y Diputados. Su programación también consiste de programas informativos y culturales.

## Controversias
El 14 de marzo de 2018, el canal vio interrumpida su programación por un par de horas en la cable operadora VTR, debido a intervenciones de terceros con videos pornográficos.
En abril de 2019, el canal dejó de emitir en la televisión digital terrestre debido a que, según el CNTV, el Congreso no puede tener concesiones en señal abierta.